# Abigail Adams
Abigail Adams (22 tháng 11 năm 1744 - 28 tháng 10 năm 1818), khuê danh Abigail Smith, là phu nhân và cố vấn thân cận của Tổng thống thứ 2 của Hoa Kỳ John Adams, và là mẹ của Tổng thống thứ 6 của Hoa Kỳ, John Quincy Adams. Abigail Adams thường được xem như là thành viên của Nhóm lập quốc Hoa Kỳ. Bà có danh hiệu là Đệ Nhị Phu nhân đầu tiên và là Đệ Nhất Phu nhân thứ hai của Hoa Kỳ. Bà và Babara Bush là hai người phụ nữ duy nhất trong lịch sử nước Mỹ vừa là vợ của một vị Tổng thống vừa là mẹ của một Tổng thống khác.
Trong số các vị Đệ Nhất Phu nhân, cuộc đời của Abigail Adams có lẽ được ghi chép lại nhiều nhất. Bà được nhớ đến qua nhiều bức thư tay gửi đến chồng khi ông đang ở Philadelphia, Pennsylvania để tham dự Quốc hội Lục địa. John Adams thường xuyên nhờ đến sự cố vấn của Abigail Adams trong nhiều vấn đề khác nhau, và những lá thư của họ gửi cho nhau chứa đầy các cuộc thảo luận triết lý sâu sắc về nhà nước và chính trị. Ngoài ra, những lá thư của bà còn là nhân chứng cho mặt trận Cách mạng Mỹ. 

## Thời thơ ấu và gia đình
Abigail Adams là ái nữ của William Smith và Elizabeth Smith, được sinh ra tại nhà thờ Congregation, Bắc Parish, Weymouth, Massachusetts. Thân mẫu của bà xuất thân từ các gia đình Quincy, một gia đình chính trị nổi tiếng ở các thuộc địa của Massachusetts.

## Hôn nhân
Năm 1764, bà lấy John Adams, lúc đó là một luật sư. Cuộc sống hôn nhân của họ trong thời gian đầu hầu như là sự chia cắt, bởi John Adams luôn phải đi xa khi là một quan tòa tuần du, rồi sau đó lại trở thành một nhân vật chủ chốt của Cách mạng Mỹ. Những bức thư nhiều thông tin, tràn ngập tình yêu và mang tính triết học của họ trong suốt quãng thời gian này không chỉ trở nên nổi tiếng vì là bằng chứng về một tình yêu sâu đậm mà còn vì là một nguồn thông tin phong phú về thời kỳ Cách mạng Mỹ.

## Đệ nhất phu nhân
Abigail sống ở Paris và London trong một thời gian ngắn khi John Adams là đại sứ Mỹ tại Pháp và Anh, và bà đã trở thành bạn của Đệ Nhất Phu nhân Martha Washington khi John Adams trở thành Phó Tổng thống đầu tiên dưới quyền George Washington. John Adams trở thành Tổng thống vào năm 1797, và sau khi nhiệm kỳ duy nhất của ông kết thúc vào năm 1801, ông và Abigail trở về nhà ở Quincy, Massachusetts. Abigail qua đời vào năm 1818 do bệnh thương hàn.